# Lista das transferências mais caras do Grêmio Foot-Ball Porto Alegrense

## Lista das transferências

### Compras
|    | Jogador            | De                     | Custo (milhões de R$) | Ano  | Ref.   |
| -- | ------------------ | ---------------------- | --------------------- | ---- | ------ |
| 1  | Franco Cristaldo   | Huracán                | 24                    | 2023 | [ 1 ]  |
| 2  | Jaminton Campaz    | Deportes Tolima        | 21                    | 2021 | [ 2 ]  |
| 3  | Miller Bolaños     | Emelec                 | 19,4                  | 2016 | [ 3 ]  |
| 4  | Mathías Villasanti | Cerro Porteño          | 18                    | 2021 |        |
| 5  | Felipe Carballo    | Nacional               | 15,6                  | 2023 | [ 4 ]  |
| 6  | Giuliano           | Dnipro                 | 15                    | 2014 | [ 5 ]  |
| 7  | Marcelo Moreno     | Shakhtar Donetsk       | 14,5                  | 2012 | [ 6 ]  |
| 8  | Diego Churín       | Cerro Porteño          | 11,2                  | 2020 | [ 7 ]  |
| 9  | Diogo Barbosa      | Palmeiras              | 10                    | 2020 | [ 8 ]  |
| 10 | André              | Sport                  | 10                    | 2018 | [ 9 ]  |
| 11 | Marinho            | Changchun Yatai        | 9                     | 2018 | [ 10 ] |
| 12 | César Pinares      | Universidad Católica   | 8,3                   | 2020 | [ 11 ] |
| 13 | Pepê               | Cuiabá                 | 8,2                   | 2023 | [ 12 ] |
| 14 | Souza              | Porto                  | 8                     | 2013 | [ 13 ] |
| 15 | Paulo Nunes        | Palmeiras              | 7,8                   | 1999 | [ 14 ] |
| 16 | Marcelinho Paraíba | Olympique de Marseille | 7,8                   | 2001 | [ 15 ] |
| 17 | Gabriel Amato      | Rangers                | 7,2                   | 2000 | [ 16 ] |
| 18 | Maicon             | São Paulo              | 6,8                   | 2015 | [ 17 ] |
| 19 | Rodrigo Mendes     | Flamengo               | 6,6                   | 2000 | [ 18 ] |
| 20 | Douglas            | Al Wasl                | 6,5                   | 2010 | [ 19 ] |
| 21 | Hernán Barcos      | Palmeiras              | 6,5                   | 2013 | [ 20 ] |
| 22 | Juninho Capixaba   | Corinthians            | 6                     | 2019 | [ 21 ] |
| 23 | Fernandinho        | Al-Jazira              | 5,8                   | 2014 | [ 17 ] |
| 24 | Souza              | Paris Saint-Germain    | 5,5                   | 2008 | [ 22 ] |
| 25 | Kléber             | Palmeiras              | 5,5                   | 2012 | [ 23 ] |
| 26 | Luciano            | Leganés                | 5                     | 2019 |        |
| 27 | Beto Cachaça       | Napoli                 | 4,6                   | 1997 | [ 24 ] |
| 28 | Leonardo Astrada   | River Plate            | 4,5                   | 2000 | [ 25 ] |
| 29 | Ânderson Lima      | Santos                 | 3,9                   | 2000 | [ 26 ] |
| 30 | Maxi Rodríguez     | Montevideo Wanderers   | 3,9                   | 2013 | [ 27 ] |
| 31 | Ezequiel Miralles  | Colo-Colo              | 3,7                   | 2011 | [ 28 ] |
| 32 | Guilherme          | Rayo Vallecano         | 3,5                   | 1997 | [ 24 ] |
| 33 | Walter Kannemann   | Atlas                  | 3,3                   | 2016 | [ 29 ] |
| 34 | Wallace            | Flamengo               | 3,2                   | 2016 | [ 30 ] |
| 35 | Paulo Miranda      | Red Bull Salzburg      | 3,1                   | 2018 | [ 31 ] |
| 36 | Wendell            | Londrina               | 3                     | 2014 | [ 27 ] |
| 37 | Vanderlei          | Santos                 | 3                     | 2020 |        |
| 38 | Sérgio Manoel      | Cerezo Osaka           | 2,8                   | 1997 | [ 32 ] |
| 39 | Grafite            | Santa Cruz             | 2,6                   | 2001 | [ 33 ] |
| 40 | Luis Mário         | Corinthians            | 2,4                   | 2001 | [ 34 ] |

¹ O passe do jogador Batista foi originalmente adquirido por Cr$ 160 milhões (US$ 1 milhão). Segundo a conversão do Estadão, seria equivalente a R$ 16 milhões já atualizados. Pela conversão da Fundação de Econômica e Estatística, seriam R$ 17,1 milhões. Pela atualização do salário mínimo (160.000.000/SM*880), seriam R$ 11,8 milhões. Por fim, considerando a valorização do real desde sua implementação (8,3x) tem-se que o o jogador custou R$ 2 milhões (17,1/8,3).

### Vendas
|    | Jogador            | Para                | Custo (milhões de R$) | Ano  | Ref.          |
| -- | ------------------ | ------------------- | --------------------- | ---- | ------------- |
| 1  | Arthur             | Barcelona           | 148 (até 190 ²)       | 2018 | [ 40 ]        |
| 2  | Everton            | Benfica             | 127,6                 | 2020 | [ 41 ]        |
| 3  | Pepê               | Porto               | 98,1                  | 2021 | [ 42 ]        |
| 4  | Matheus Henrique   | Sassuolo            | 73 (até 91 ²)         | 2021 |               |
| 5  | Pedro Rocha        | Spartak Moscou      | 45,2                  | 2017 | [ 43 ]        |
| 6  | Tetê               | Shakhtar Donetsk    | 42,5                  | 2019 | [ 44 ]        |
| 7  | Mário Fernandes    | CSKA Moscou         | 37,2                  | 2012 | [ 45 ]        |
| 8  | Walace             | Hamburgo            | 31,3                  | 2017 | [ 46 ] [ 47 ] |
| 9  | Fernando           | Shakhtar Donetsk    | 31                    | 2013 | [ 48 ]        |
| 10 | Ruan               | Sassuolo            | 30                    | 2021 |               |
| 11 | Rafael Carioca     | Spartak Moscou      | 25,6                  | 2009 | [ 49 ]        |
| 12 | Giuliano           | Zenit               | 25,2                  | 2016 | [ 50 ]        |
| 13 | Lucas Leiva        | Liverpool           | 24,5                  | 2007 | [ 51 ]        |
| 14 | Luan               | Corinthians         | 22,8                  | 2019 | [ 52 ]        |
| 15 | Eduardo Costa      | Bordeaux            | 21,9                  | 2001 | [ 53 ]        |
| 16 | Anderson           | Porto               | 21,3                  | 2005 | [ 54 ]        |
| 17 | Carlos Eduardo     | Hoffenheim          | 21,2                  | 2007 | [ 55 ]        |
| 18 | Wendell            | Bayer Leverkusen    | 20,9                  | 2014 | [ 56 ]        |
| 19 | Alex Telles        | Galatasaray         | 19,6                  | 2014 | [ 57 ]        |
| 20 | Jailson            | Fenerbahçe          | 19,3                  | 2018 | [ 58 ]        |
| 21 | Marcelinho Paraíba | Hertha Berlim       | 17,9                  | 2001 | [ 59 ]        |
| 22 | Léo Chú            | Seattle Sounders    | 16,8                  | 2021 |               |
| 23 | Douglas Costa      | Shakhtar Donetsk    | 16,2                  | 2010 | [ 60 ]        |
| 24 | Leandro            | Palmeiras           | 16                    | 2014 | [ 61 ]        |
| 25 | Réver              | Wolfsburg           | 12,9                  | 2010 | [ 62 ]        |
| 26 | Miller Bolaños     | Tijuana             | 11,7                  | 2018 | [ 63 ]        |
| 27 | Marcelo Grohe      | Al-Ittihad FC       | 11,6                  | 2019 | [ 64 ]        |
| 28 | Paulo Nunes        | Benfica             | 11,3                  | 1997 | [ 65 ]        |
| 29 | Ronaldinho         | PSG                 | 10,7                  | 2000 | [ 66 ]        |
| 30 | Rhodolfo           | Besiktas            | 10,5                  | 2015 | [ 67 ]        |
| 31 | César Pinares      | Altay Spor          | 10                    | 2021 |               |
| 32 | Misael             | Deportivo Maldonado | 10                    | 2012 | [ 68 ]        |
| 33 | Scheidt            | Celtic              | 9,5                   | 1999 | [ 69 ]        |
| 34 | Felipe Mattioni    | Milan               | 9                     | 2009 | [ 70 ]        |
| 35 | Fábio Rochemback   | Dalian Aerbin       | 8,8                   | 2012 | [ 71 ]        |
| 36 | Hernán Barcos      | Tianjin Teda        | 8                     | 2015 | [ 72 ] [ 73 ] |
| 37 | Marcelo Moreno     | Changchun Yatai     | 8                     | 2015 | [ 74 ]        |
| 38 | Guilherme Biteco   | Hoffenheim          | 7,9                   | 2012 | [ 75 ]        |
| 39 | Gabriel Silva      | Hoffenheim          | 7,3                   | 2015 | [ 76 ]        |
| 40 | Victor             | Atlético-MG         | 7 + Werley            | 2012 | [ 77 ]        |
| 41 | Juninho Capixaba   | Red Bull Bragantino | 7                     | 2023 | [ 78 ]        |
| 42 | Emerson            | Bayer Leverkusen    | 6,7                   | 1997 | [ 79 ]        |
| 43 | Gabriel Amato      | Bétis               | 6,7                   | 2000 | [ 80 ]        |
| 44 | Léo                | Palmeiras           | 6,5                   | 2009 | [ 81 ]        |
| 45 | Jardel             | Porto               | 6                     | 1996 | [ 82 ]        |
| 46 | Carlos Miguel      | Sporting            | 5,6                   | 1997 | [ 79 ]        |
| 47 | Rildo              | Santa Clara         | 5,5                   | 2023 | [ 83 ]        |
| 48 | Neuton             | Udinese             | 4,5                   | 2011 | [ 84 ]        |
| 49 | Leonardo Astrada   | River Plate         | 4,2                   | 2000 | [ 25 ]        |
| 50 | Edílson            | Cruzeiro            | 4                     | 2018 | [ 85 ]        |

² O contrato de venda de Arthur para o Barcelona prevê bônus de até 9 milhões de euros por desempenho, cerca de 41 milhões de reais.
- Alguns valores podem ter sido convertidos de libras para reais, de euros para reais ou de dólares para reais usando o índice do Portal Brasil.[86]